# Cryphia badiofasciata
Cryphia badiofasciata là một loài bướm đêm trong họ Noctuidae.